# 메트라이프 빌딩
메트라이프 빌딩(MetLife Building)은 미국 뉴욕 파크 애비뉴 200에 위치한 마천루로, 예전에는 팬아메리칸 월드 항공(속칭 팬암항공)의 본사 사옥이었기 때문에 팬 암 빌딩(Pan Am Building)이라고 불리었다. 1963년 완공되었으며, 지상 59층, 246m의 마천루이다.

## 역사
1963년 미국의 항공사였던 팬아메리칸 월드 항공의 본사로 완공된 건물로 지상 246m, 59층짜리 마천루이다. 이후 이 건물은 '팬 암 빌딩'이라는 이름으로 불렸으나, 팬암항공이 1977년 테네리페 참사로 인하여 자금난에 빠지게 되자 1982년 본사 건물을 메트라이프로 매각하여 현재에 이르고 있다.

## 영화 출연
마블의 히어로  아이언맨인 토니 스타크의 건물인 "스타크 타워"의 위치이다. "스타크 타워"는 메트라이프 빌딩의 (3단처럼 보이는것중) 첫 번째 단만 남겨두고 CG를 입혀 만들었다.

## 같이 보기
- 마천루 목록

뉴욕의 마천루 목록